# Rêve planétaire
Le rêve planétaire rassemble une nuit chaque année des gens dans le monde entier se mettant d'accord pour rêver autour d'un même thème.

## Création
L'idée fut lancée par l'Américain William Stimson, éditeur du bulletin de Dream Network, le « réseau onirique ». Le 18 décembre 1982, des rêveurs de ce réseau se sont relayés au téléphone pour partager leurs rêves dans le monde entier. Au total, neuf groupes d'étude du rêve, de Paris à San Francisco, y compris le groupe Seth à Austin, ont chacun transmis leurs rêves aux autres groupes sous la direction de Bill Stimson. Ils ont ainsi créé le premier rêve mondial.
- « Avec nos rêves, nous possédons une arme qui peut renverser l’ordre établi en nous amenant à faire volte-face. Les plus grandes batailles de l’histoire se sont déroulées dans l’esprit de quelques hommes et femmes courageux. Tout le reste n’a été que vacarme et la répercussion extérieure de ces grands événements.
Explorer le rêve, au sens le plus profond, c’est être à l’avant-garde de la révolution qui touche à la conscience humaine. »
  - William R. Stimson[2]

## Aujourd'hui
L'idée fut reprise par l'association française Oniros lors du solstice d'hiver 1990, avec un rêve collectif ayant pour thème « Rêver pour la Terre », auquel participèrent 200 à 300 rêveurs de par le monde. D'autres rêves planétaires ont eu lieu à partir de 1996 avec des thèmes liés à ce rêve fondateur.
La nuit choisie dans l'année pour le rêve planétaire est la nuit du solstice d'hiver (dans l'hémisphère nord), la nuit la plus longue de l'année et habituellement le 21 ou 22 décembre. Les nuits précédentes et suivantes sont également comptées afin de retenir un plus grand nombre de rêves.

## Thèmes du rêve planétaire
- 1982 : « Le Monde onirique »
- 1990 : « Rêver pour la Terre »
- 1996 : « La loi »
- 1997 : « Le rassemblement »
- 1998 : « Le vol (la transcendance) »
- 1999 : « Mort et renaissance »
- 2000 : « L'alternative »
- 2001 : « Radiance »
- 2002 : « La Voie, se fier à ses rêves »
- 2003 : « La paix »
- 2004 : « Le réchauffement climatique (l'effet de serre) »
- 2005 : « Le cri de la Terre »
- 2006 : « Rêver à l'échelle planétaire »
- 2007 : « Rêver sans frontières »
- 2008 : « Faire passer le social avant l'ego »
- 2009 : « Retour au Temps du Rêve »
- 2010 : « Rêver ensemble»
- 2011 : « La Clairvoyance (de la chouette) »
- 2012 : " Fin d'un et/ou du monde ? "
- 2013 : "Rêver librement ensemble, dans le respect de nos différences"
- 2014 : "La forêt : zone à défendre"
- 2015 : "Imagine (en rêve) un autre monde"